# Hustopeče u Brna (nádraží)
Hustopeče u Brna jsou koncová železniční stanice na jednokolejné elektrizované trati Šakvice – Hustopeče u Brna. Stanice se nachází v centru Hustopečí, jižně od zdejšího autobusového nádraží, od kterého je odděleno Nádražní ulicí. 

## Historie

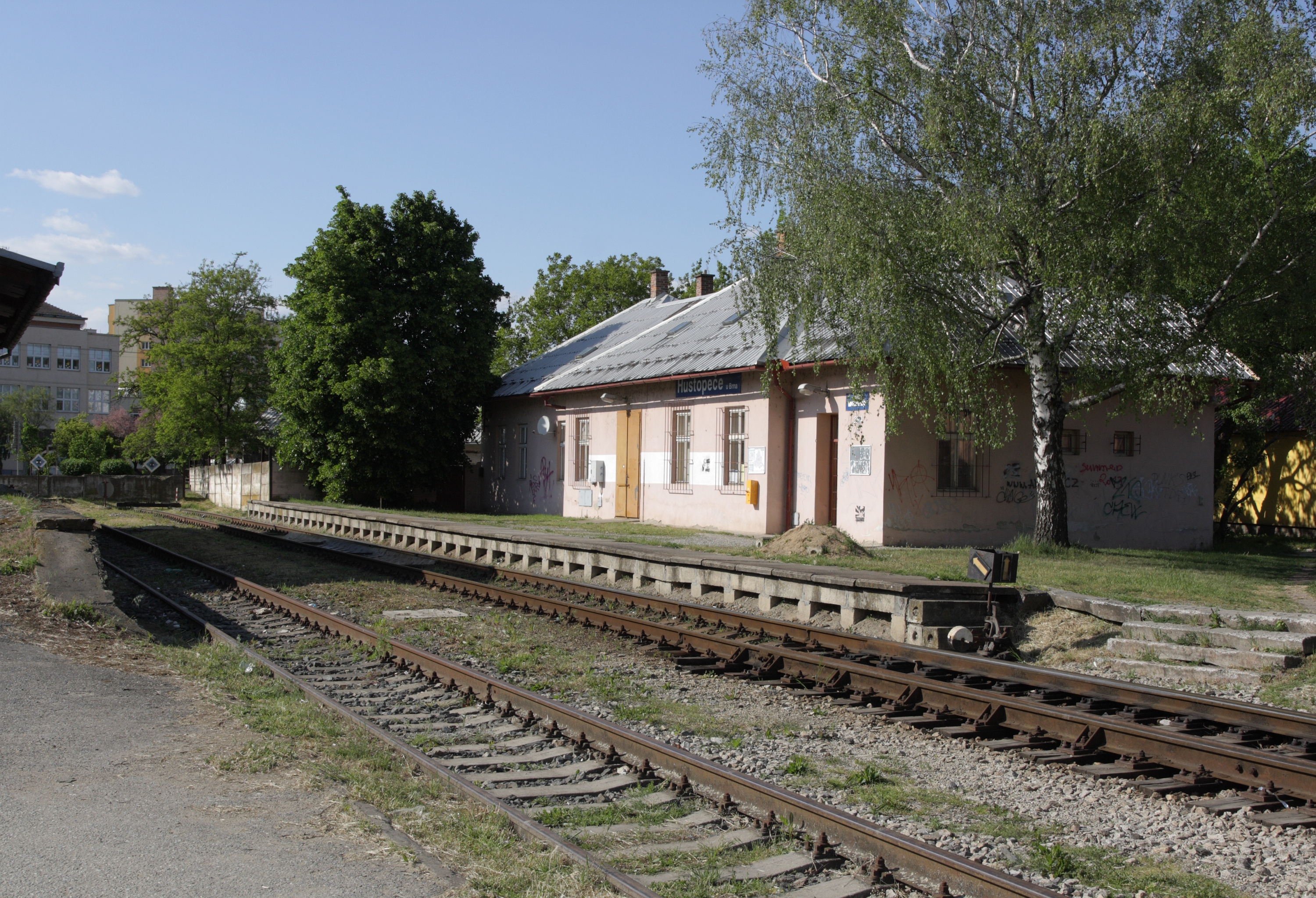
Zastávka Hustopeče u Brna před modernizací (r. 2014)

Provoz na trati a tedy i ve stanici začal 18. července 1894. Do roku 1949 neslo nádraží název Hustopeče u Brna město, tehdy byl upraven na Hustopeče u Brna. V letech před modernizací se jednalo o zastávku a nákladiště, od 15. prosince 2019 byl v zastávce ukončen provoz osobní pokladny.
V letech 2019-2020 proběhla kompletní přestavba stanice, která byla provedena v rámci stavby „Modernizace a elektrizace trati Šakvice – Hustopeče u Brna“. Elektrizace umožnila zavedení přímých elektrických vlaků z Brna, první takový vlak byl do Hustopečí slavnostně vypraven 12. prosince 2020, od následujícího dne byl zahájen pravidelný provoz přímých vlaků.

## Popis
Ve stanici jsou dvě kusé dopravní koleje a jedna manipulační kolej. Stanice je vybavena elektronickým stavědlem, které je dálkově ovládáno z CDP Přerov. Severně od kolejiště se nachází přízemní staniční budova číslo popisné 569. Nejbližší rozcestník turistických tras se nachází severně od železniční stanice a má název „Hustopeče – bus“.